# Yoshihiro Nakano
Pour les articles homonymes, voir Nakano (homonymie).
Yoshihiro Nakano (中野 嘉大, Nakano Yoshihiro) est un footballeur japonais né le 24 février 1993 à Akune. Il évolue au poste de milieu offensif gauche au Shonan Bellmare.